# Coremiocnemis tropix
Coremiocnemis tropix là một loài nhện trong họ Theraphosidae.
Loài này thuộc chi Coremiocnemis. Coremiocnemis tropix được miêu tả năm 2005 bởi Raven.